# 毗舍邪国
毗舍邪国，又称毗舍耶国，是南宋淳熙年间为中国所知的一个國家，在流求国旁边。

## 南宋时的流求国
《宋史》记载晋江县澎湖群島与流求国烟火相望，流求国的城邦有沟堑、栅栏三重，并且有流水环绕，种植荆棘为藩篱，观察月亮的盈亏来判断时间，其地没有有价值的货物，也没有商贾，也没有赋税，可能还停留在原始部落阶段。

## 毗舍邪国
毗舍邪国在流求国旁边，当地人民语言不通，而且裸體，乾道七年（1171年）四月间，部落首领曾经率数百人突然袭击泉州晋江的水澳、围头等村庄（今石狮市永宁）以及惠安沿海，杀人抢劫。喜爱铁器以及调羹和筷子，并且抢夺村民的门页和篱笆。见到骑兵就剥下他们的盔甲。因为爱惜铁，打斗时用标枪，并且用绳子绑住，绳长可达十余丈。他们乘坐竹筏，一旦不敌就渡海逃去。
当时汪大猷任泉州知州，每年派兵到彭湖戍守防备，春季去，秋季撤回，苦不堪言，汪大猷在彭湖造屋舍和兵营200多间，派水军长期驻守。
乾道八年（1172年），毗舍邪再次袭击晋江沿海，在水澳设置城寨以防御，官府称为永宁寨。
戍兵曾经抓捕了一批真腊（今日柬埔寨和越南南方一带）商人，误以为是毗舍邪人，汪大猷认为毗舍邪人面目漆黑，而且语言不通，这些人并不是，所以释放了他们。

## 资料来源
- 《宋史》卷四零零 列传第一五九 汪大猷传
- 《宋史》卷四九一 列传第二五零 流求国 附毗舍邪国
- 《泉州历代大事年表》

1. ↑  《诸番志》说：“泉之东有澎湖，隶晋江县。”
2. ↑  . nrch.culture.tw.   [2019-11-14]. （原始内容存档于2019-11-14）.